# South Fork Estates (Teksas)
South Fork Estates je naseljeno mjesto za statističke potrebe u američkoj saveznoj državi Teksas. Prema popisu stanovništva iz 2010. u njemu je živjelo 70 stanovnika.